# Saukville (miasto w stanie Wisconsin)
Saukville – miasto w Stanach Zjednoczonych, w stanie Wisconsin, w hrabstwie Ozaukee.